# Izostery
Izostery – związki chemiczne zawierające identyczną liczbę elektronów. Związki izosteryczne często wykazują podobieństwo niektórych swoich właściwości fizykochemicznych, np. temperatur topnienia i wrzenia.
Przykłady:
- N2O (t.t. −88 °C, t.w. −91 °C) i CO2 (t.t. −57 °C, t.w. −78 °C (subl.)) – każdy po 22 e−
- N2 (t.t. −196 °C, t.w. −210 °C) i CO (t.t. −191 °C, t.w. −205 °C) – każdy po 14 e−

Izostery o takiej samej liczbie elektronów walencyjnych i takiej samej budowie noszą nazwę związków izoelektronowych.